# Veronica Carstens
Veronica Carstens (født 18. juni 1923 i Bielefeld i Tyskland, død 25. januar 2012) var, som ægtefælle til den tyske forbundspræsident Karl Carstens, Tysklands førstedame i perioden 1979 til 1984. 
Carstens var læge af profession og havde sin praksis gennem hele sin ægtefælles embedsperiode som forbundspræsident. Hun var en stærk foretaler for naturmedicin og homøopati, og stiftede i 1982 fondet Carstens-Stiftung – en større bidragsyder til forskning i alternativ medicin i Europa.